# WWF Raw (jeu vidéo, 2002)
Cet article concerne le jeu vidéo. Pour l'émission du même nom, voir WWE Raw.
WWE Raw est un jeu vidéo commercialisé sur Xbox (intitulé WWF Raw) est Microsoft Windows distribué par THQ en 2002. Le jeu possède une suite intitulée WWE Raw 2 (2003). Il est le tout premier jeu de la série des WWE Raw à avoir été commercialisé sur Xbox et adapté sur téléphone mobile ; cependant, il est le dernier à avoir été commercialisé sur PC.

## Modes
Contrairement aux précédents opus, WWE Raw manque en jeux spéciaux et de mode saison. Il possède uniquement quelques variété de matchs dans lesquelles les joueurs peuvent combattre, par exemple - les modes Title et King of the Ring. Les joueurs ont également la possibilité de créer leur propre catcheur. Une autre présence de mode est celui du WWF Museum dans lequel les joueurs peuvent commenter leurs superstars et avoir accès à des accessoires déblocables.

## Accueil
De nombreux joueurs ont critiqué la version Xbox à cause de son manque de gameplay, cependant la version PC a bien été accueilli pour ses modes séparés. Le magazine japonais Famitsu attribue un 31 sur 40 à la version Xbox.